# Pseudanamomis
Pseudanamomis es un género monotípico de plantas con flores que pertenece a la familia Myrtaceae. Su única especie: Pseudanamomis umbellulifera (Kunth) Kausel, Ark. Bot., a.s., 3: 512 (1956), es originaria del Caribe, Colombia y norte de Sudamérica.

## Descripción
Es una árbol con las hojas lustrosas de color verde oscuro el haz y de color verde ocre y pilosa por el envés. El fruto, comúnmente llamado cotoperiz, es una baya de color verde.

## Distribución y hábitat
Se encuentra en áreas inundables de República Dominicana, Trinidad, Guyana, Venezuela y Colombia.

## Sinonimia
- Myrtus umbellulifera Kunth in F.W.H.von Humboldt, A.J.A.Bonpland & C.S.Kunth, Nov. Gen. Sp. 6: 135 (1823).
- Myrcia umbellulifera (Kunth) DC., Prodr. 3: 255 (1828).
- Myrcianthes krugii Kiaersk., Bot. Tidsskr. 17: 276 (1890).
- Eugenia umbellulifera (Kunth) Krug & Urb., Bot. Jahrb. Syst. 19: 665 (1895).
- Anamomis umbellulifera (Kunth) Britton, Sci. Surv. Porto Rico & Virgin Islands 6: 42 (1925).
- Myrcianthes umbellulifera (Kunth) Alain, Brittonia 20: 195 (1968).
- Myrtus erythroxyloides Kunth in F.W.H.von Humboldt, A.J.A.Bonpland & C.S.Kunth, Nov. Gen. Sp. 6: 149 (1823).
- Eugenia esculenta O.Berg, Linnaea 27: 273 (1856).
- Anamomis esculenta (O.Berg) Griseb., Fl. Brit. W. I.: 240 (1860).[1]